# Матіас Арміньйон
Матіас Арміньйон (фр. Mathias Arminjon, італійська форма «Маттео Арміньйон», італ. Matteo Arminjon, 24 лютого 1793, Евіан-ле-Бен — 3 липня 1859, Турин) — італійський політик, депутат парламенту Сардинського королівства. Батько Вітторіо Арміньйона.

## Біографія
Матіас Арміньйон народився 24 лютого 1793 року у місті Евіан-ле-Бен, Савойське герцогство, яке у 1792 році було окуповане Францією, у шляхетній родині Арміньйон.
Після навчання на юриста він здобув ступінь доктора права. З 1820 року працював юристом в сенаті Савої, з 1829 року там же працював адвокатом для бідних верств населення. У 1835 році був обраний сенатором.
У 1848 році став радником Касаційного суду Турину.
Матіас Арміньйон був одружений з Генрієт Дюпюї, у шлюбі мав чотирьох синів. один з них, Вітторіо Арміньйон був адміралом італійського флоту.
Двічі (у 1849 і 1853 роках) обирався сенатором Сардинського королівства.
Помер 3 липня 1859 року в Турині.

## Нагороди
- Кавалер Ордена Святих Маврикія та Лазаря
- Командор Ордена Святих Маврикія та Лазаря